# Sultanat Baguirmi

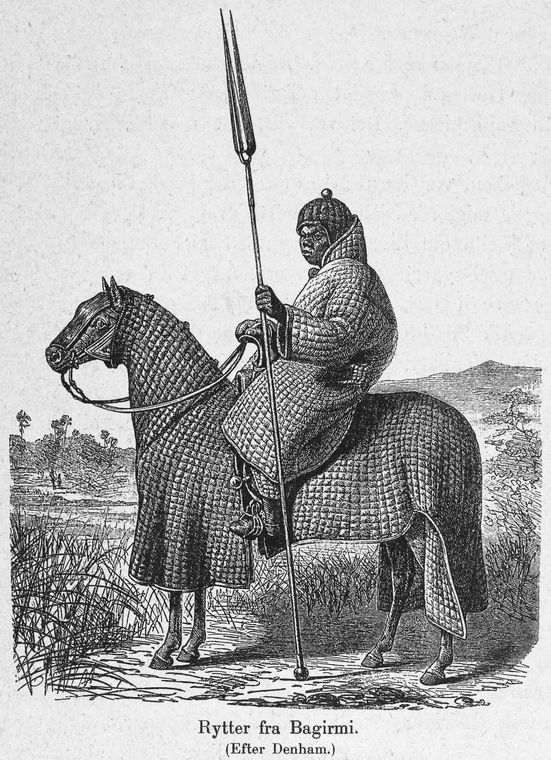
Berittener Krieger von Baguirmi, historische Darstellung um 1900

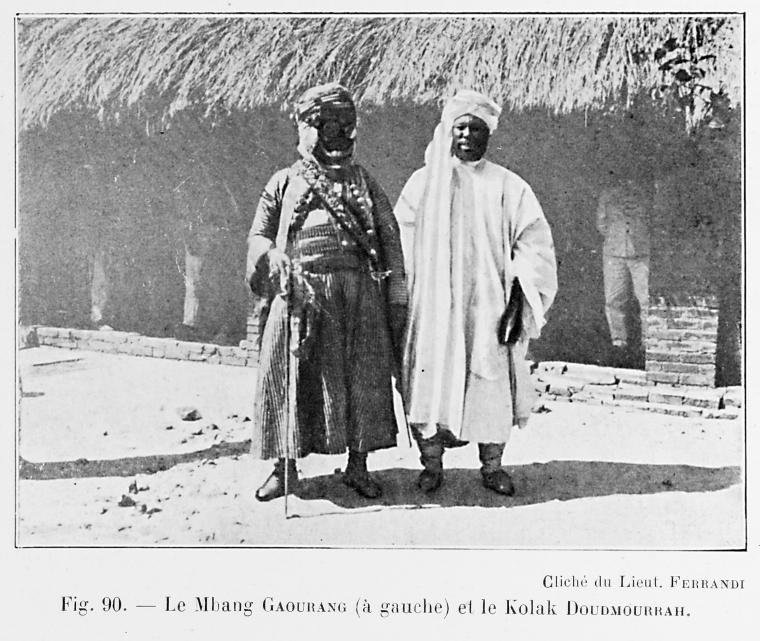
Abd ar Rahman Gwaranga (links), Mbang (Herrscher) von Baguirmi um 1918.

Bagirmi (auch Baguirmi) war ein islamisches Sultanat, das etwa von 1480 bis 1897 in Zentralafrika existierte.
Es erstreckte sich südöstlich des Tschadsees im Gebiet des heutigen Staates Tschad. Das Reich Bagirmi entstand im Südosten des alten Kanem-Bornu-Reiches. Der erste überlieferte Herrscher (Titel: Mbang „König“) wird im Jahr 1522 erwähnt und war noch den Kanem-Bornu tributpflichtig. Der Islam wurde unter der Herrschaft von Abdullah IV. (1568–1608) eingeführt, der das Reich zum Sultanat machte. Der Titel „Mbang“ wurde neben dem Sultanstitel allerdings lange Zeit beibehalten. Später wurde in der Hauptstadt Massenya ein Sultanspalast erbaut und ein Gerichtshof eingerichtet. Die Amtssprache war die Sprache Bagirmi (auch: Barma).

## Geschichte
Die politische Rolle Bagirmis ergab sich aus dem Verhältnis zu seinen mächtigeren Nachbarn. Während unter dem Kanem-Bornu Herrscher Idris Alooma (1571–1603) das Reich Bagirmi diesem praktisch untertan war, erreichte es im 17. Jh. eine gewisse Unabhängigkeit, wurde in den 1750er Jahren aber wieder ein tributabhängiger Vasallenstaat Kanem-Bornus. In Zeiten eigener Stärke konnte Bagirmi aber eine gewisse regionale Vormachtstellung erringen und selbst Nachbarvölker unterwerfen, Bündnisse mit anderen Nomadenvölkern schließen, sowie den Handel in der Umgebung des Tschadsees kontrollieren. Das Reich umfasste eine Fläche von bis zu 200.000 km²; die Einheimischen siedelten dabei vor allem im Umfeld des Schari-Flusses und betrieben im Wesentlichen Viehzucht. Baumwollstreifen (Farda) dienten als Zahlungsmittel. Anfang des 19. Jhs. begann dann der Niedergang des Reiches Bagirmi, das sich schließlich den Wadai unterwerfen musste, die dafür Hilfe bei internen Konflikten anboten. 1852 erreichte der deutsche Afrikaforscher Heinrich Barth die Gegend, 1872 Gustav Nachtigal, nachdem die Wadai das Land verwüstet hatten. 1893 stieß der sudanesische Warlord Rabih b. Fadlallah nach Massenya vor, das er niederbrennen ließ. Daraufhin bat der 25. Sultan von Bagirmi, Abd ar Rahman Gwaranga, um den Schutz durch Frankreich, das ab 1897 das Protektorat über das Bagirmi-Reich ausübte und es damit faktisch seinem Kolonialreich einverleibte.
Bis heute wird von Einheimischen die Bagirmi-Sprache gesprochen; 1993 wurden 44.761 Sprecher dieser Sprache gezählt, vor allem in der tschadischen Provinz Bagirmi.